# Provinciale weg 824
De provinciale weg 824 (N824) is een provinciale weg in de provincies Overijssel en Gelderland tussen Diepenheim en Neede in het zuidwesten van Twente.
De weg is uitgevoerd als tweestrooksweg-gebiedsontsluitingsweg met een maximumsnelheid van 80 km/h. In de gemeente Hof van Twente draagt de N824 de naam Needseweg. In de gemeente Berkelland heet de weg over de gehele lengte Diepenheimseweg.

## Geschiedenis
Oorspronkelijk verliep de N824 van Neede naar Goor, waar de weg aansloot op de N346. Het gedeelte tussen Diepenheim en Goor was tot 1993 in beheer van Rijkswaterstaat. Daar de weg geen bovenregionale functie had werd de weg in het kader van de Wet herverdeling wegenbeheer per 1 januari 1993 overgedragen aan de provincie Overijssel, waarbij de weg onderdeel werd van de N824.
Daar de weg in Diepenheim voor veel overlast zorgde is de weg tussen Goor en Diepenheim tussen augustus en december 2007 verbouwd tot erftoegangsweg om deze onaantrekkelijk te maken voor doorgaand verkeer. Doorgaand verkeer tussen Neede en Goor dient tegenwoordig gebruik te maken van de N740 en N347. Op 7 december 2007 is de weg officieel overgedragen aan de gemeente Hof van Twente.
N23 · N34 · N224 · N225 · N229 · N233 · N271 · N301 · N302 · N303 · N304 · N305 · N306 · N307 · N308 · N309 · N310 · N311 · N312 · N313 · N314 · N315 · N316 · N317 · N318 · N319 · N320 · N322 · N323 · N324 · N325/A325 · N326/A326 · N327 · N329 · N330 · N331 · N332 · N333 · N334 · N335 · N336 · N337 · N338 · N339 · N340 · N341 · N342 · N343 · N344 · N345 · N346 · N347 · N348/A348 · N349 · N350 · N351 · N352 · N375 · N377

N418 · N701 · N702 · N703 · N704 · N705 · N706 · N707 · N708 · N709 · N710 · N711 · N712 · N713 · N714 · N715 · N716 · N717 · N718 · N719 · N720 · N727 · N731 · N732 · N733 · N734 · N735 · N736 · N737 · N738 · N739 · N740 · N741 · N742 · N743 · N744 · N745 · N746 · N747 · N748 · N749 · N750 · N751 · N752 · N753 · N754 · N755 · N756 · N757 · N758 · N759 · N760 · N761 · N762 · N763 · N764 · N765 · N766 · N768 · N781 · N782 · N783 · N784 · N785 · N786 · N787 · N788 · N789 · N790 · N791 · N792 · N793 · N794 · N795 · N796 · N797 · N798 · N800 · N801 · N802 · N803 · N804 · N805 · N806 · N810 · N811 · N812 · N813 · N814 · N815 · N816 · N817 · N818 · N819 · N820 · N821 · N822 · N823 · N824 · N825 · N826 · N827 · N830 · N831 · N832 · N833 · N834 · N835 · N836 · N837 · N838 · N839 · N840 · N841 · N842 · N843 · N844 · N845 · N846 · N847 · N848 · N852 · N855

Cursief vermelde wegen zijn voormalige provinciale wegen.